# 업혀들어가기

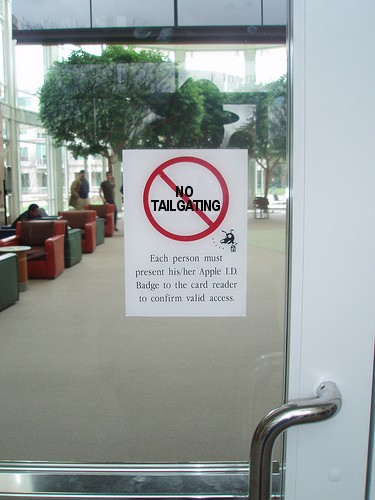
애플 사무실에 부착된 "따라들어가기 금지" 표지판.

업혀들어가기는 합법적인 사용자의 뒤를 쫓아 통제된 문을 통과하여 제한 구역이나 제한 시설에 접근하는 방법이다. 따라들어가기라고도 한다. 전자적인 방법일 수도 있고 물리적인 방법일 수도 있다. 이 행위는 환경에 따라 합법적일 수도 있고 불법적일 수도 있으며 인가된 경우일 수도 있고 비인가된 경우일 수도 있다. 그러나 이 용어는 점차 불법적이거나 인가되지 않은 행위로 연결되는 일이 잦아지고 있다.
업혀들어가기는 특히 1999년에 대중의 조명을 받았는데 당시 일련의 약점이 공항 보안에 노출되었기 때문이다. 한 연구에 따르면 체크포인트에 들어가려는 비밀 요원들 다수가 비행기에 금지된 물건을 휴대하거나 표 없이 비행기에 탑승하는 것에 성공했다는 것을 보여주었다. 업혀들어가기는 출입금지구역에 진입하기 위해 사용된 방식들 가운데 하나로 공개되었다.